# زينوبلايد كرونيكلس إكس
زينوبليد كرونيلكيس إكس (بالإنجليزية: Xenoblade Chronicles X)‏ (باليابانية:ゼノブレイドクロス) (ينطق ياباني:Zenobureido Kurosu), هي لعبة فيديو صدرت في السوق سنة 2015, حيث تعمل منصة نينتندو وي يو, وهي من نشر شركة نينتندو اليابانية.

## المواقع الخارجية
- زينوبلايد كرونيكلس إكس على موقع IMDb (الإنجليزية)

- الموقع الرسمي